# Ebrechtella tricuspidata
Ebrechtella tricuspidata là một loài nhện trong họ Thomisidae.
Loài này thuộc chi Ebrechtella. Ebrechtella tricuspidata được Johan Christian Fabricius miêu tả năm 1775.

## Hình ảnh

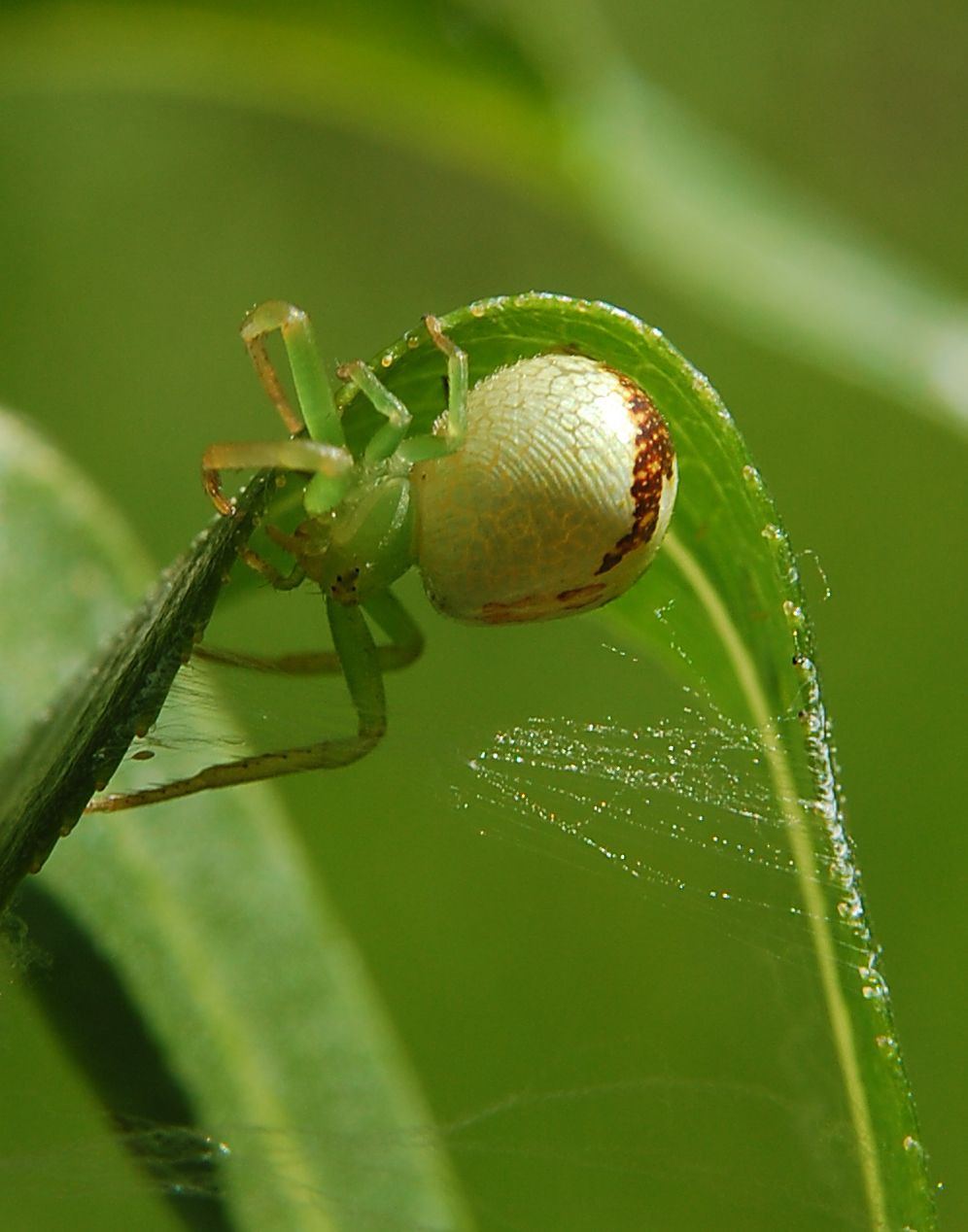
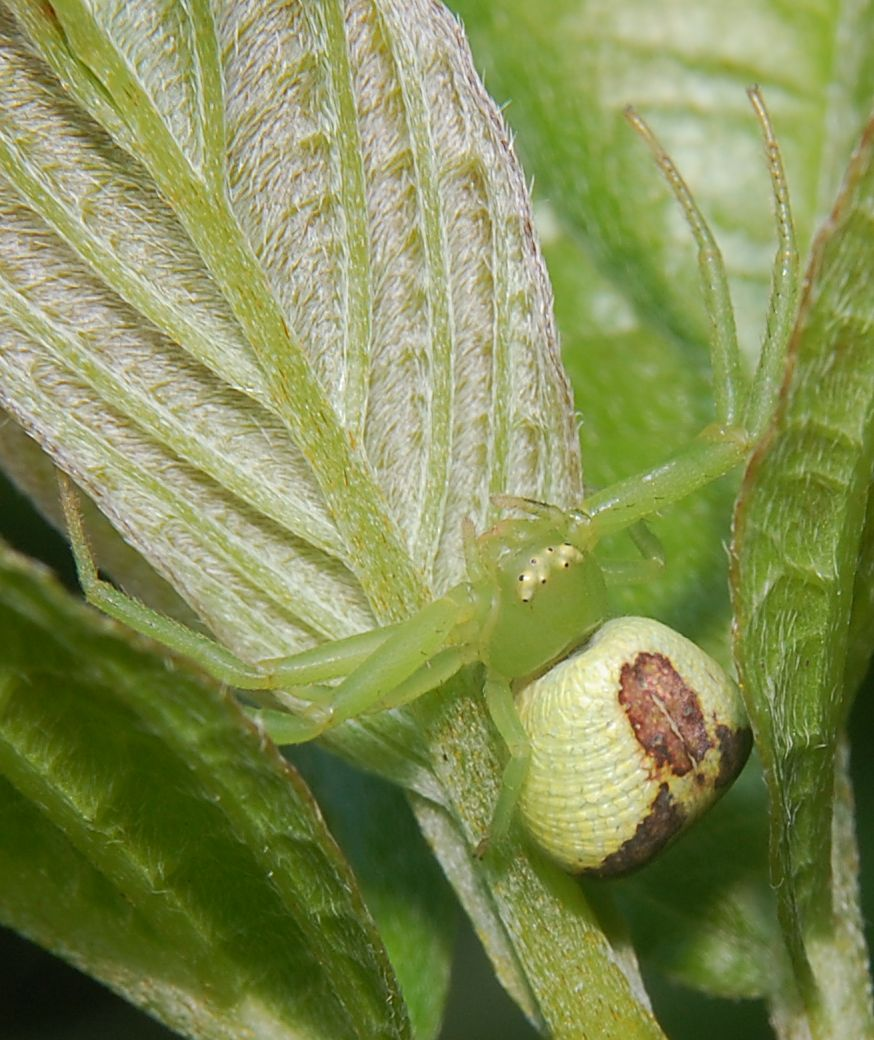
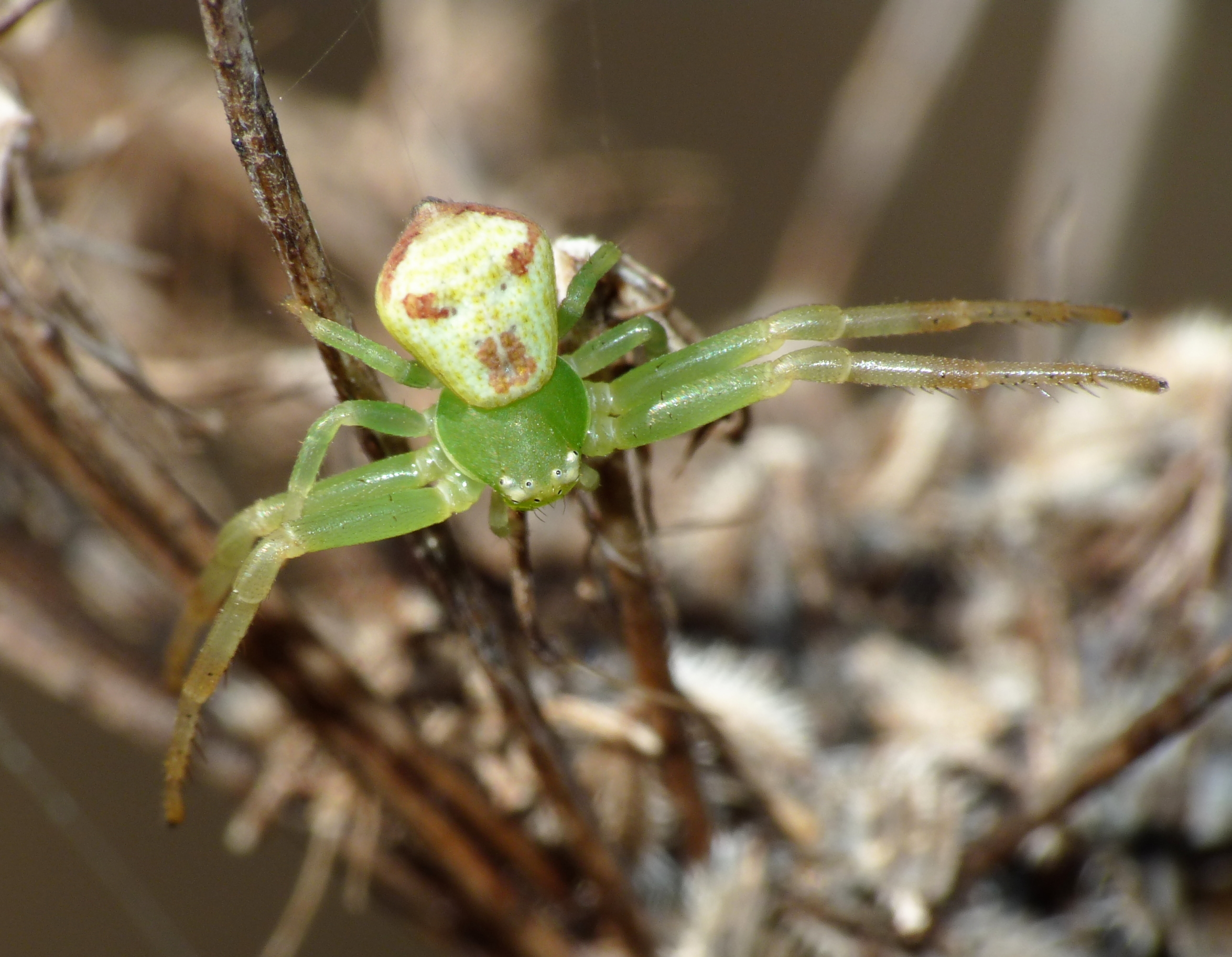
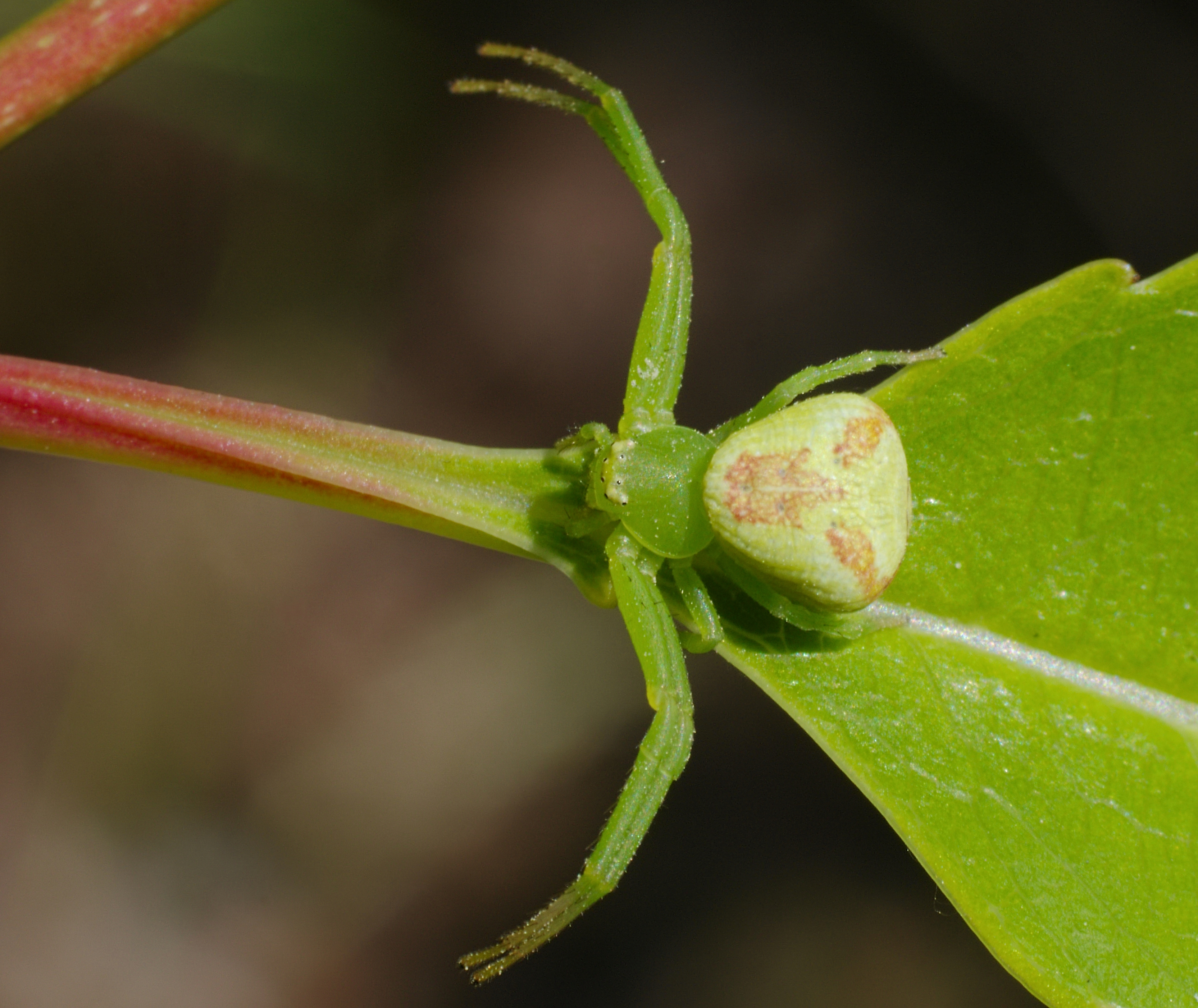